# Förskolan Kastanjen

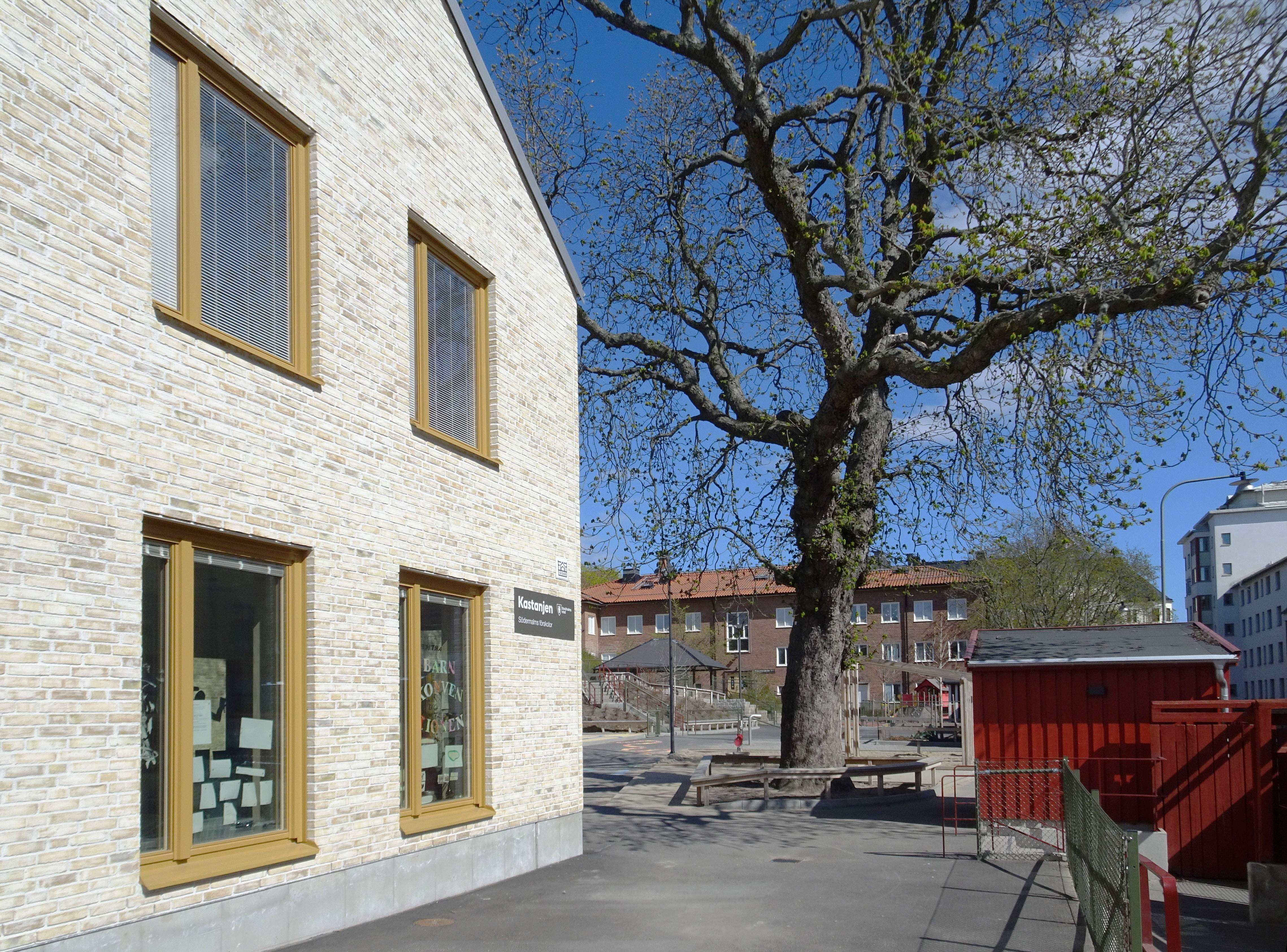
Förskolan Kastanjen, april 2022

Kastanjen kallas en förskola vid Fatbursgatan 36 på Södermalm i Stockholm. Byggnaden uppfördes 2021 och nominerades tillsammans med nio andra kandidater till Årets Stockholmsbyggnad 2022.

## Byggnadsbeskrivning
I anslutning till parken Bergsgruvan fanns redan tidigare en förskola som revs 2017. Istället byggdes en ny, större förskola med sju avdelningar. På tomten står en mäktig kastanj som gav skolan sitt namn. Byggherre var SISAB som anlitade Max Arkitekter att gestalta huset. Huset fick en L-formad grundplan med trädet i fokus för gården och entrén. Även interiörens konstnärliga utsmyckningar har kastanjen som huvudmotiv. Fasaderna uppmurades av ljust kolbränt tegel i beige kulör med olika nyanser. Tomten är kuperad vilket bidrar till lekytor på olika nivåer.
Förskolan öppnade i augusti 2021 och besöks av omkring 120 barn och är därmed en av Södermalms största förskolor. Kastanjen nominerades till Årets Stockholmsbyggnad 2022 med följande motivering:
| ” | Projektet visar förståelse för platsens förutsättningar genom att byggnaden samverkar med tomten och anpassar sig till terrängen. Förskolan är välgestaltad och byggd med fina och väl utvalda material. Det befintliga kastanjeträdet skapar grön rumslighet och bidrar till projektets identitet. Kvalitativ arkitektur i kommunal regi. | „ |

## Bilder

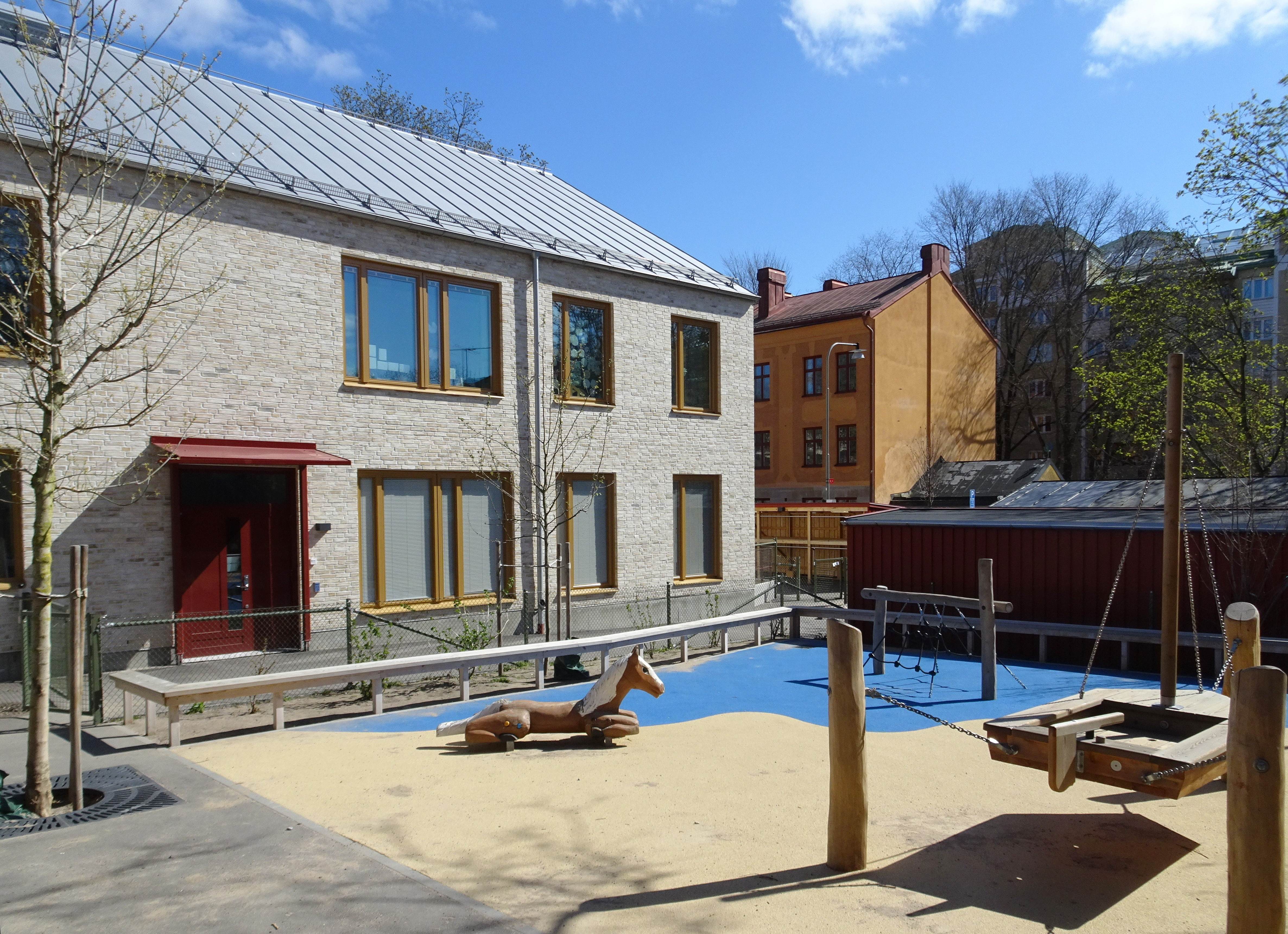
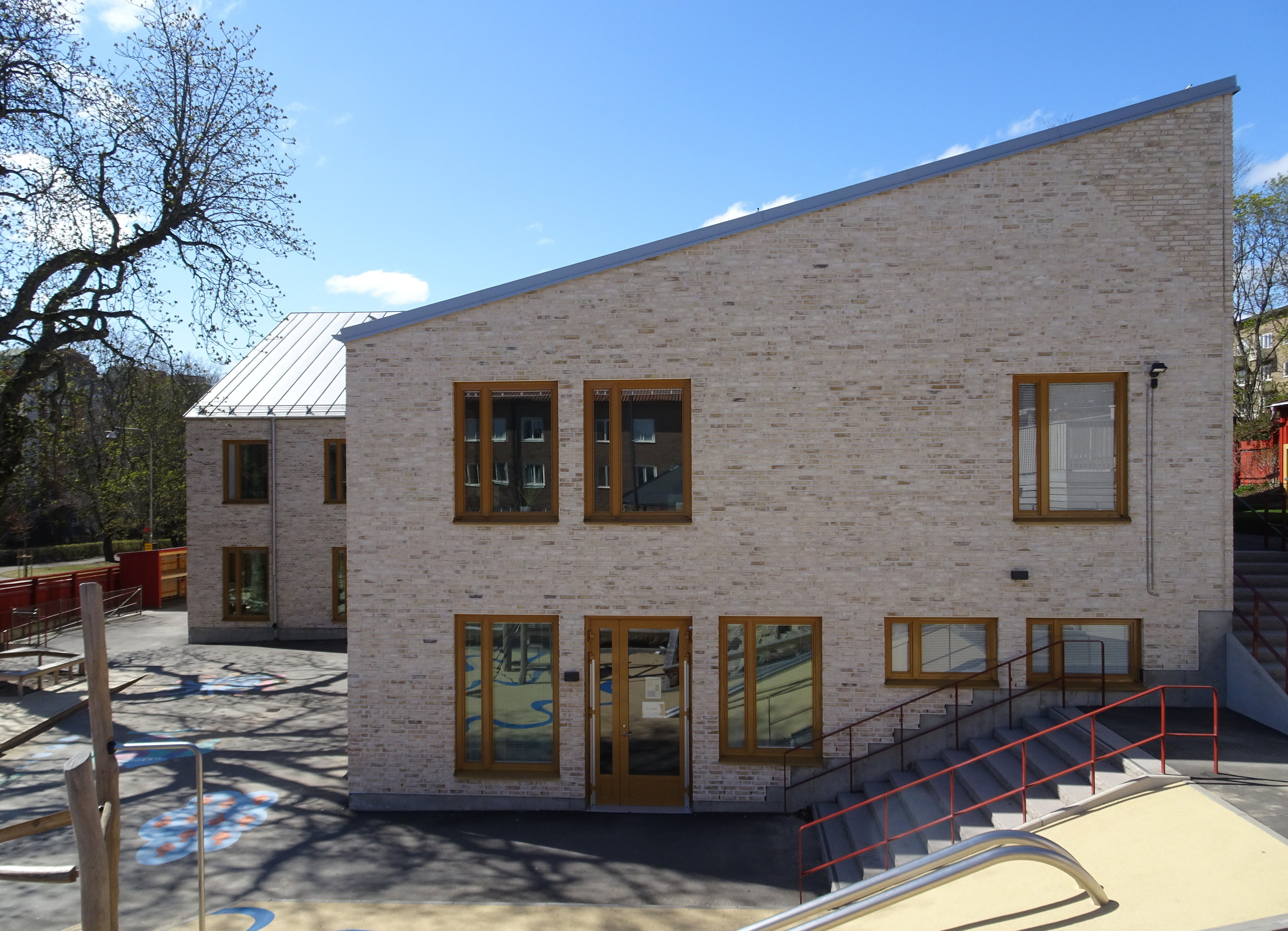
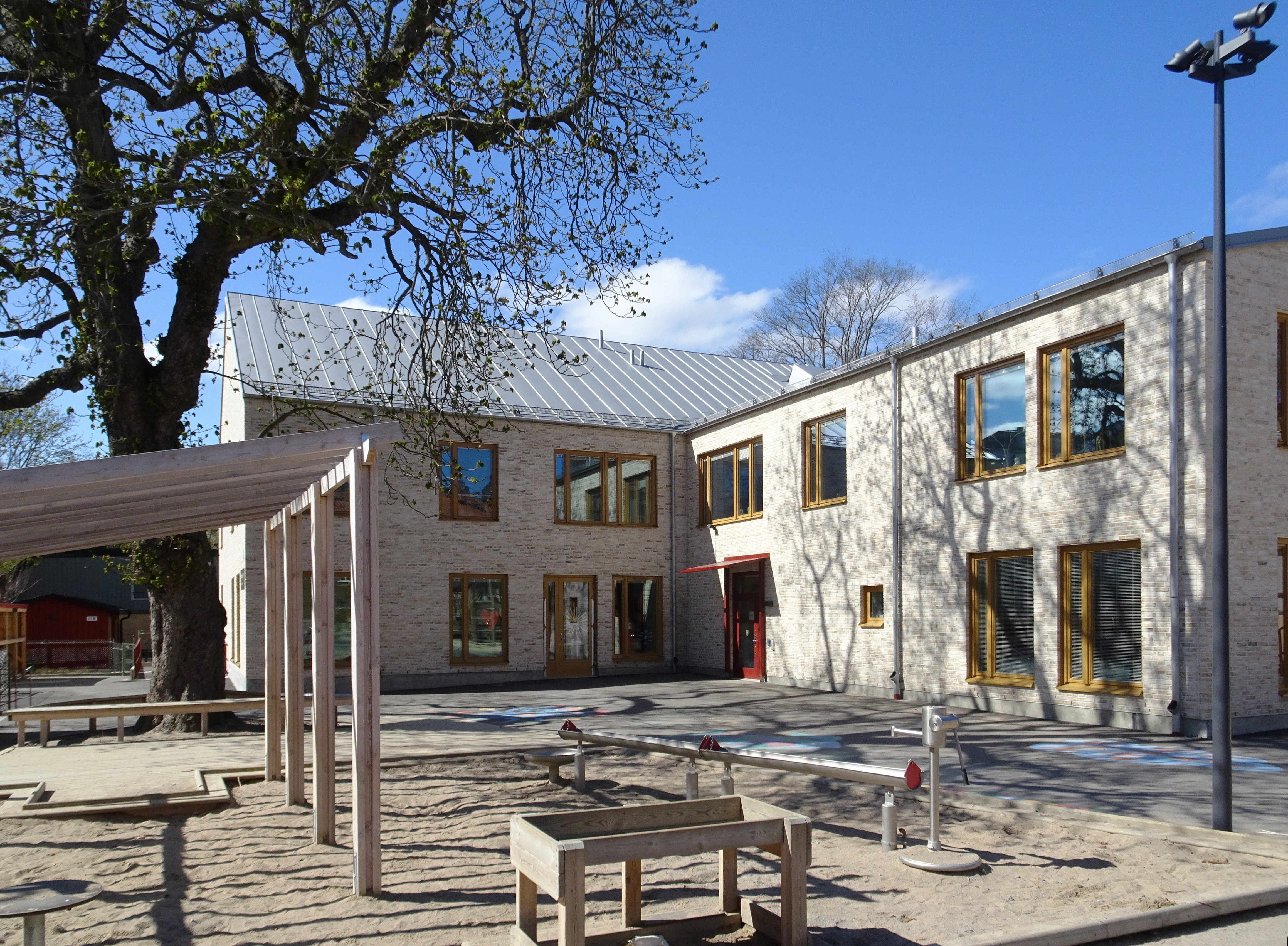
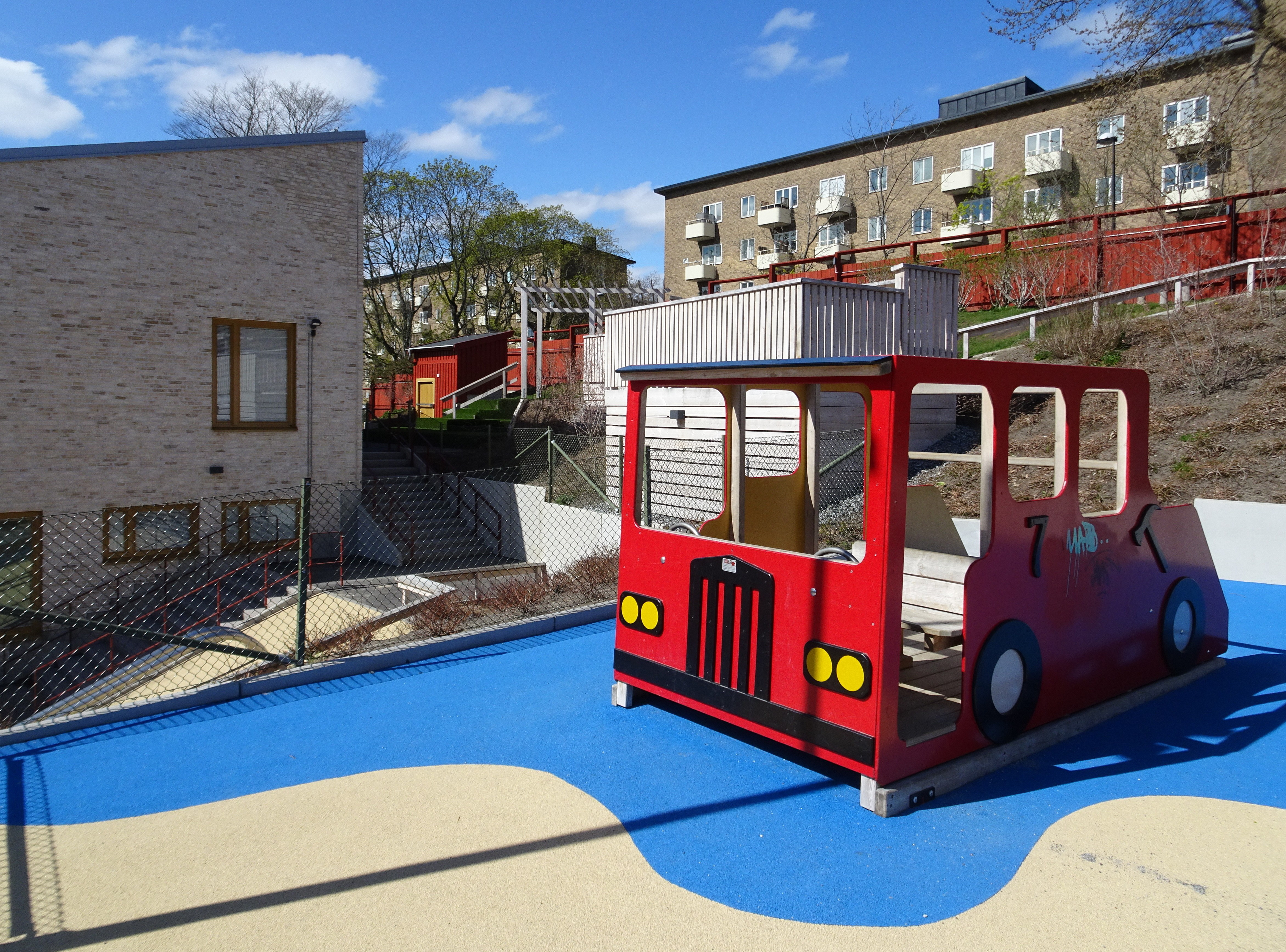